# MuseScore Studio
Ne doit pas être confondu avec MuseScore.com.
MuseScore Studio, ou seulement MuseScore avant 2024, est un éditeur de partitions musicales WYSIWYG complet pour Linux, Windows et Mac OS X. C'est un logiciel libre, publié sous licence GNU GPL. Lancé en 2002, il est racheté en 2017 avec MuseScore.com par Ultimate Guitar (devenu Muse Group en 2021).

## Fonctionnalités

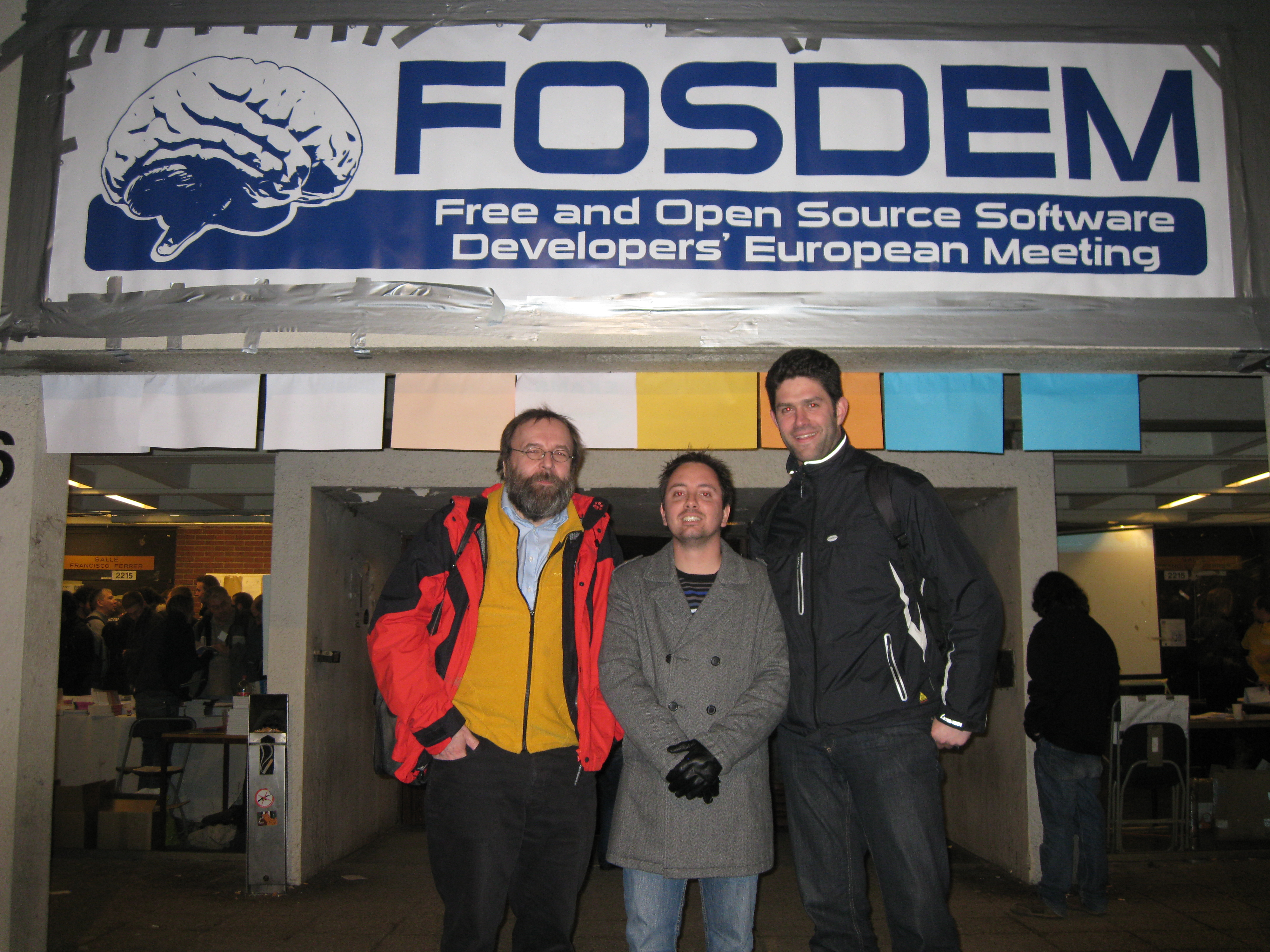
Werner Schweer, Nicolas Froment et Thomas Bonte au FOSDEM 2010.

MuseScore prend en charge la lecture audio de la partition ainsi que l'import et l'export de fichiers dans différents formats, dont MusicXML et MIDI standard, ainsi que le rendu audio de la musique avec des fontes sonores.
Le programme comporte une interface qui permet la saisie des notes via le dispositif de pointage (souris ou autre), des raccourcis clavier, ou bien une entrée MIDI, similaire aux éditeurs de partitions commerciaux comme Finale et Sibelius. La notation pour batterie et percussions, et la notation des doigtés sont également supportées. L'impression est possible directement depuis le programme et les partitions peuvent être partagés sur MuseScore.com.

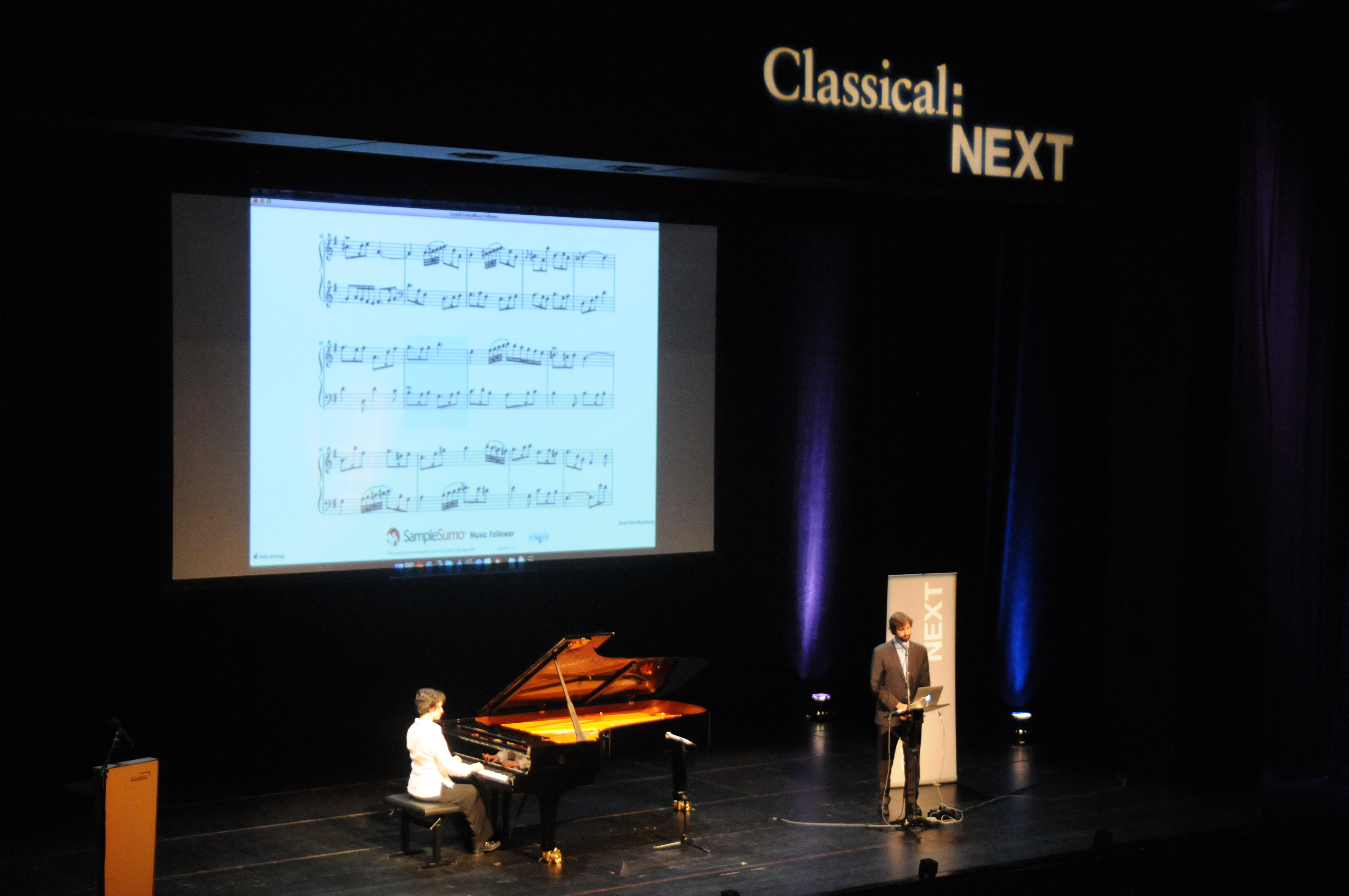
La pianiste Kimiko Douglass-Ishizaka jouant les Variations Goldberg lors du Classical:NEXT 2012, où l'on peut voir à l'écran les notes défiler sur MuseScore en même temps qu'elles sont jouées au piano.

Plusieurs partitions du projet Open Goldberg Variations, dont celle des Variations Goldberg de Johann Sebastian Bach, ont été conçues sur MuseScore.

## Formats supportés
MuseScore peut importer un grand nombre de formats différents, en particulier le MIDI et MusicXML, ainsi que le format de capella (cap) et de Band-in-a-Box (en). Il peut générer la partition aux formats PDF, SVG ou PNG, et peut également exporter la partition dans un fichier compatible avec Lilypond que l'on peut, par la suite, modifier pour un rendu encore meilleur.

## Identité visuelle

Logo de la version 1.
Logo de la version 2.
Logo de la version 3.
Logo de la version 4.
Logo de la version 4.5.